# Bosta (película)
Bosta (en árabe: Bosta — بوسطة, traducción literal: El autobús) es una película libanesa de 2005 escrita y dirigida por Philippe Aractingi. Según la página oficial de la película: 
Bosta es un musical de carretera que lleva al público a un maravilloso viaje a través de varias regiones libanesas... un viaje acompañado de una banda sonora innovadora y, por supuesto, esta danza verdaderamente pionera, el electro-dabkeh.
Bosta fue la película más vendida en el Líbano en 2006. La película fue presentada como la selección oficial libanesa en la edición número 79 de los Premios de la Academia en la categoría de mejor película de habla no inglesa. La cinta hace parte de la llamada trilogía de la guerra civil libanesa del director Aractingi, conformada además por Under the Bombs (2007) y Heritages (2013). Simon Emmerson y Martin Russell del grupo Afro Celt Sound System se encargaron de componer la banda sonora en dabke que se utilizó en la película.

## Sinopsis
Bosta es la historia de algunos jóvenes artistas libaneses que se reencuentran y se trasladan por varias ciudades del Líbano en un viejo bus, realizando una versión techno del dabke que sorprende a los conservadores, pero que se proyecta hacia el futuro musical libanés.

## Reparto

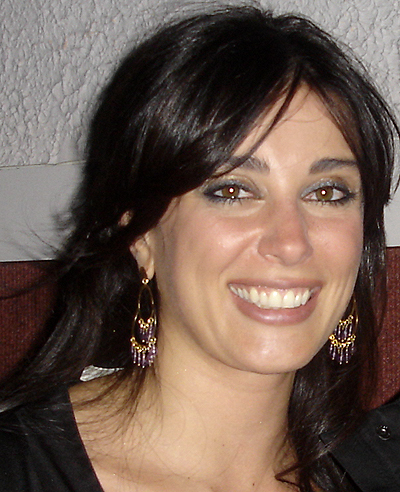
La popular actriz y directora libanesa Nadine Labaki interpreta el papel de Alia en la película.

- Rodney El Haddad es Kamal Maf'ouss.
- Nadine Labaki es Alia.
- Nada Abou Farhat es Vola.
- Liliane Nemri es Arzeh.
- Omar Rajeh es Omar.
- Mounir Malaeb es Toufic.
- Bshara Atallah es Khalil.
- Rana Alamuddin es Isabelle.
- Joelle Rizk es Katia.
- Mahfouz Barakat es William Maswani.
- Mahmoud Mabsout es el señor Naim.
- Bader Haddad es la madre de Alia.
- Youssef Emalhoub es el padre de Alia.

## Recepción
La película cuenta con un porcentaje de aprobación del 59% por parte de la audiencia en la página especializada Rotten Tomatoes. El sitio británico Eye for Film le dio tres estrellas y media sobre cinco, afirmando: "Después de una ausencia de 12 años, el director Philippe Aractingi regresa al Líbano para hacer Bosta, el primer musical libanés desde la guerra civil de ese país. En la película, Kamal (Rodney El Haddad) también regresa a Beirut después de 15 años de exilio en Francia para reunir al grupo de baile que formó en la escuela secundaria. No solo trata de reunir a su antiguo equipo, que se ha alejado de la música y la danza a lo largo de los años, sino que también agrega algunos toques occidentales a la música tradicional, que al principio es difícil de aceptar para la gente".